# Creu de Malta

Creu de Malta

La creu de Malta és un dels símbols de l'Orde de Sant Joan de Jerusalem i consisteix en una creu amb vuit puntes, formada per quatre braços que formen sengles V amb el vèrtex al centre. Sembla que el símbol no va associar-se amb els cavallers fins a mitjans del segle xvi. Modernament, la creu apareix en diversos símbols nacionals de República de Malta, com ara les seves monedes d'euro, i en algunes condecoracions.